# 미스 월드 1954
미스 월드 1954는 1954년 10월 18일 영국 런던에서 열린 네 번째 미스 월드 대회이다. 16명의 참가자가 왕관을 놓고 경쟁했다.

### 최종 결과
| 순위           | 참가자                       |
| -------------- | ---------------------------- |
| 미스 월드 1954 | - 이집트 – 안티고네 코스탄다 |
| 2위            | - 미국 – 카린 헐트만         |
| 3위            | - 그리스 – 에피 멜라         |
| 4위            | - 프랑스 – 클로딘 블루스     |
| 5위            | - 독일 – 프라우케 발터       |
| 6위            | - 덴마크 – 그레테 호펜블라드 |